# Касси
Касси — река в Мурманской области России. Протекает по территории городского округа Ковдорский район. Правый приток реки Ёны.
Длина реки составляет 30 км. Площадь бассейна составляет 146 км².
Берёт начало на северном склоне горы Мохнатые Рога на высоте свыше 300 м над уровнем моря. Протекает по лесной, местами болотистой местности. Порожиста. Впадает в Ёну в 43 км от устья. Населённых пунктов на реке нет.

## Данные водного реестра
По данным государственного водного реестра России относится к Баренцево-Беломорскому бассейновому округу, водохозяйственный участок реки — река Нива, включая озеро Имандра. Речной бассейн реки — бассейны рек Кольского полуострова и Карелии.
Код объекта в государственном водном реестре — 02020000312101000009816.